# يوجين روبرت بلاك
يوجين روبرت بلاك (بالإنجليزية: Eugene Robert Black)‏ هو اقتصادي أمريكي، ولد في 7 يناير 1873 في أتلانتا في الولايات المتحدة، وتوفي بنفس المكان في 19 ديسمبر 1934.